# H3 hiszton

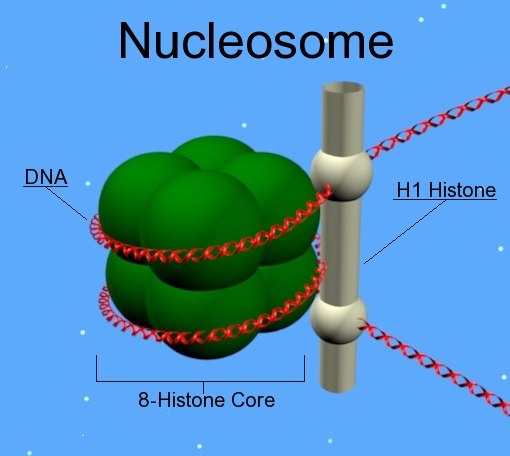
Egy nukleoszóma szerkezete a DNS-sel, a hiszton oktamerrel és a H1 fehérjével

A H3 hiszton fehérje egy az 5, eukarióta sejtek kromatin szerveződésének kialakításában részt vevő hiszton fehérje közül. Rendelkezik egy fő globuláris doménnel és hosszú N terminális véggel. A H3 hiszton részt vesz az ún. 'beads on a string' szerkezet létrehozásában.

## Más hiszton fehérjék
- H1
- H2A
- H2B
- H4